# گذر شبی تار
گذرِ شبی تار (ژاپنی: 暗夜行路 انگلیسی: A Dark Night's Passing) رمانی در ژانر خودزندگی‌نامه‌ای I-Novel و تنها رمان بلند نائویا شیگا و نماد ادبیات مدرن ژاپن است. در ابتدا به صورت سریالی بین ۱۹۲۱ تا ۱۹۳۷ منتشر شد. داستان زندگی نویسندهٔ ژاپنی جوان و ثروتمندی در ابتدای دههٔ ۱۹۰۰ در تقلای فرار از افسردگی‌اش با ازدواج.

## خلاصه
توکیتو کِنساکو نویسندهٔ جوان مشتاقی‌ست که در نوجوانی برای زندگی نزد پدربزرگش فرستاده می‌شود که با دلبرش اوئی می‌زید. پدربزرگ و مادرش خیلی زود از بیماری می‌میرند. کِنساکو با اوئی در توکیو زندگی می‌کند. در واکنش به رد پیشنهاد ازدواجش شب‌ها دیر می‌خوابد، در شهر ول می‌گردد، عصرها با رفقا به شرابخواری می‌رود. به لطف پول خانواده، مستقلاً ثروتمند است. کِنساکو و دوستانش با گیشاها لاس می‌زنند و شروع می‌کند به جنده‌بازی. زندگی قاعده‌مند و پیشرفت در نوشتن برایش سخت است. به برخی گیشاها و دختران بار علاقه‌مند می‌شود ولی علاقه‌اش به جایی نمی‌رسد.
برای نوشتنِ جدی به شهر ساحلی اونومیچی می‌رود ولی به جای نوشتن تنها می‌شود و خودش را خواستگار اوئی می‌یابد که ۲۰ سال بزرگ‌تر از اوست. از برادرش نوبویوکی می‌خواهد واسطه‌شان شود. در مکاتباتشان برادرش رازی می‌گوید: تصور می‌شود کِنساکو ثمرهٔ معاشقهٔ کوتاه و احتمالاً غیرداوطلبانهٔ مادرش با پدربزرگ پدری‌اش است که وقتی پدرش در آلمان درس می‌خواند با او می‌زیست. پدرش تصمیم گرفت زنش را ببخشد ولی این موضوع سردی پدر به کِنساکو را توضیح می‌داد. کِنساکو علت رد خواستگاری‌اش از آیکو را هم همین می‌داند چون پدرش شدیداً مخالفش بود. اوئی هم خواستگاری‌اش را رد کرد و کِنساکو برگشت به توکیو و دوباره مثل قبل با هم زندگی کردند.
مدتی بعد کیوتو را خانه‌اش کرد. وقتی در پیاده‌روی‌ای دختری را پسندید به کمک دوستی فهمید و دوست خانوادگی دیوان‌سالاری واسطشان شد. کِنساکو و نائوکو ازدواج کردند و سال اول ازدواجشان خوش بود ولی پسردار شدند و بچه از بیماری ایرزیپلاس مرد. اوئی هم برای کمک به ادارهٔ رستوران گیشاداری عموزاده‌ای به تیانجین چین رفت.
نائوکو و کِنساکو برای بچه‌شان عزاداری می‌کنند. کِنساکو برای نجات اوئی که پس از مشاجره با عموزاده‌اش دزدیده شده و در آستانهٔ تجاوز افسر پلیس ژاپنی کُرهٔ اشغالی‌ست به کُره می‌رود. در غیابش عموزادهٔ نائوکو به دیدارش می‌آید و پس از شبی کارت‌بازی با دوستان به او تجاوز جنسی می‌کند. وقتی کِنساکو برمی‌گردد به نظرش مشکلی در کار است و نائوکو اعتراف می‌کند. کِنساکو ناراحت است و با وجودی که ظاهراً می‌بخشدش رابطه‌شان متشنج می‌شود و کِنساکو خشمگین. نائوکو دختری می‌زاید. اوئی با آن‌ها زندگی می‌کند. خشم سرکوب‌شدهٔ کِنساکو به نائوکو بدل به افزایش رفتار خشونت‌بار با او می‌شود تا نهایتاً با ازدست‌دادن کنترل خشمش وقتی اصرار داشت سوار قطار شود و کِنساکو آن را برایش ناایمن می‌دانست او را از قطار در حال حرکت بیرون انداخت. نائوکو زخم مختصری برداشت ولی دلش از رفتارش عمیقاً شکست. کِنساکو وقتی فهمید خشمش میانشان جدایی انداخته برای زیارت معبدی بودایی به کوه دایسِن رفت. در کوهستان و با وجود کارهای روتین معبد آرامش یافت. در کوهنوردی شبانه مسموم شد. در کوهپایه احساس عروج نفس با طبیعت و جهان یافت. فردایش از شدتِ بیماری پزشک خبر کردند و تلگرامی برای آمدن فوری نائوکو فرستادند. پایانش نامعلوم. نائوکو می‌فهمد از مرگ کِنساکو چندان ناراحت نمی‌شود ولی از سویی خودش را تا ابد به او بسته می‌یابد.

## نقدها
اثری در بررسی بی‌ریشگی. منتقدان آن را سخت‌خوان و زیادی‌بلند، عارضهٔ جانبی معمول سریالی‌نویسی می‌دانند.